# Tierceville
Tierceville är en kommun i departementet Calvados i regionen Normandie i norra Frankrike. Kommunen ligger i kantonen Ryes som ligger i arrondissementet Bayeux. År 2018 hade Tierceville 157 invånare.

## Befolkningsutveckling
Antalet invånare i kommunen Tierceville
Referens:INSEE